# LDE – Brüssel
Die BRÜSSEL war eine Personenzug-Schlepptenderlokomotive der Leipzig-Dresdner Eisenbahn (LDE).
Die Lokomotive wurde 1842 von Société du Renard, Brüssel/Belgien mit der Fabriknummer 11 an die LDE geliefert. Sie wurde zwischen 1859 und 1861 ausgemustert.